# 盧瑟峰
盧瑟峰（英語：Luther Peak），是南極洲的山峰，位於維多利亞地的博克格雷溫克海岸，俯瞰埃迪斯托灣，屬於阿德默勒爾蒂山脈的一部分，海拔高度820米，現時由南極條約體系管理。